# Ptilotus latifolius
Ptilotus latifolius är en amarantväxtart som beskrevs av Robert Brown. Ptilotus latifolius ingår i släktet Ptilotus och familjen amarantväxter. Inga underarter finns listade i Catalogue of Life.

## Bildgalleri

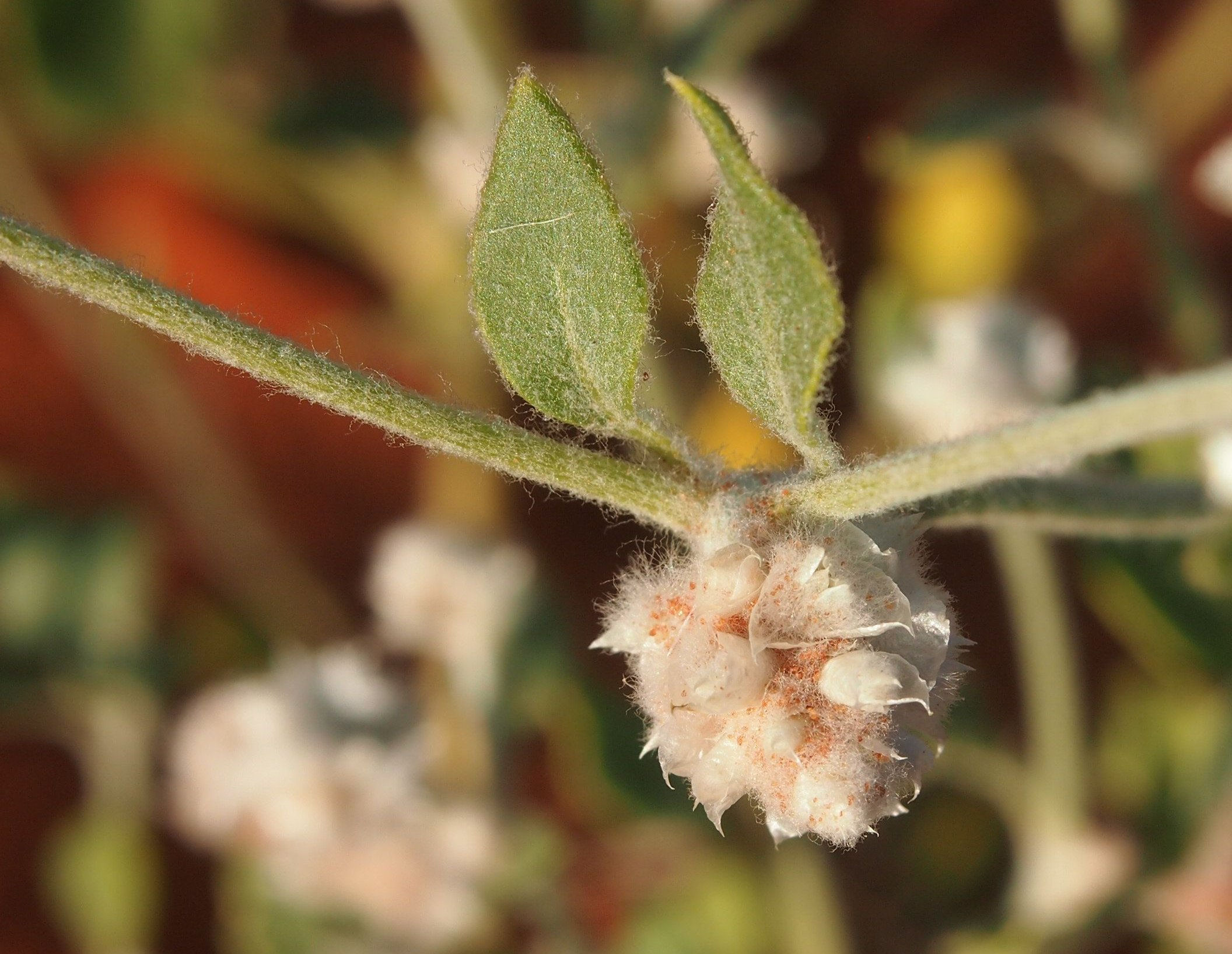
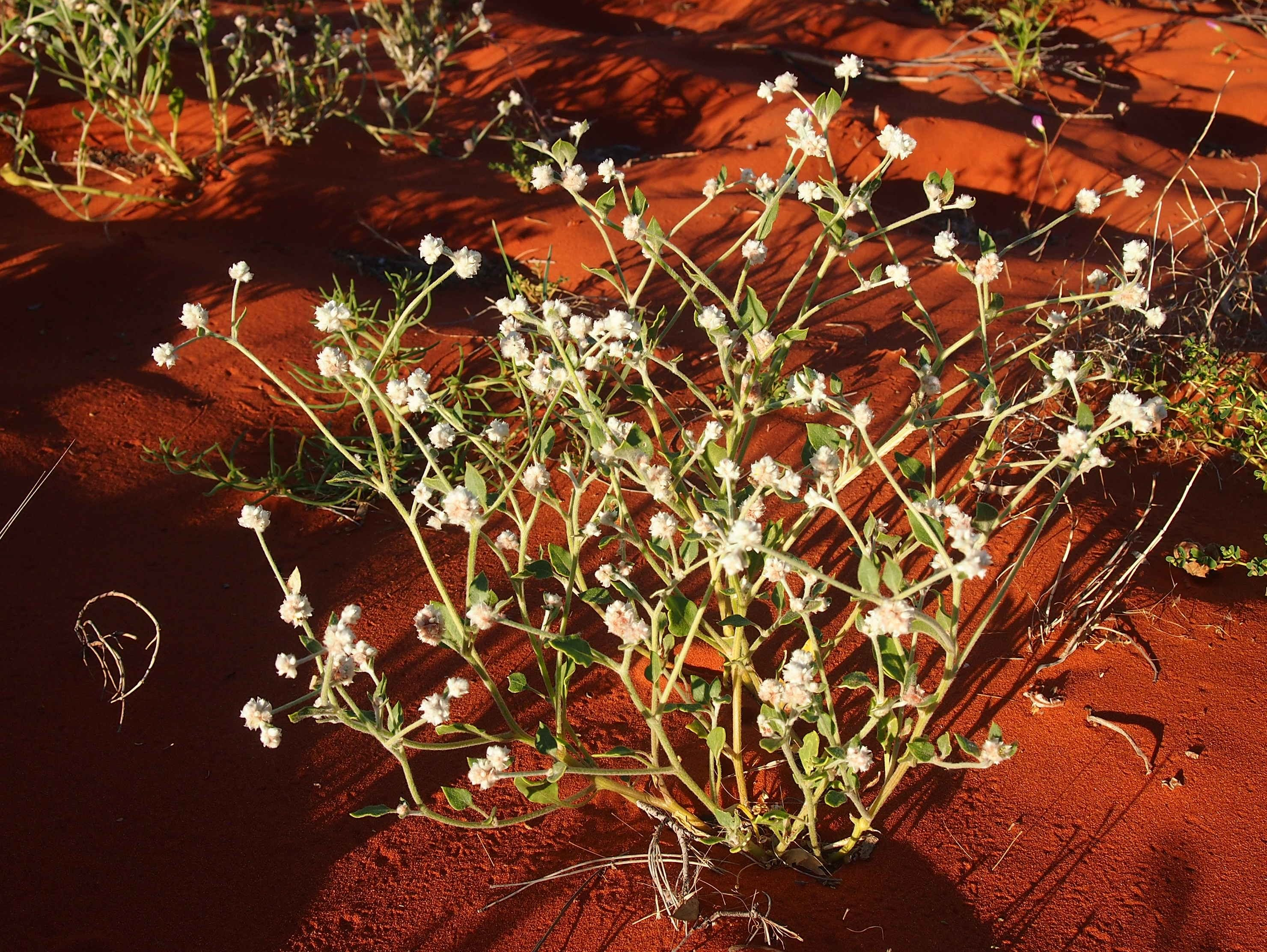